# 美因-陶伯县
美因-陶伯县（德語：Main-Tauber-Kreis）是德国巴登-符腾堡州最北面和最东北面的一个县，隶属于斯图加特行政区，首府陶伯比绍夫斯海姆。

## 地理
美因-陶伯尔县西北面和北面与巴伐利亚州的米尔滕贝格县和美因-施佩萨特县，东北面与维尔茨堡县（巴伐利亚州），东面与艾施河畔诺伊施塔特-巴特温茨海姆县（巴伐利亚州）和安斯巴赫县（巴伐利亚州），南面与施韦比施哈尔县和霍恩洛厄县，西面与内卡-奥登林山县相邻。